# Stora Stugutjärnen
Stora Stugutjärnen är en sjö i Ljusdals kommun i Hälsingland och ingår i Ljusnans huvudavrinningsområde.